# 莱斯瓦利斯达吉拉尔
莱斯瓦利斯达吉拉尔，是西班牙加泰罗尼亚莱里达省的一个市镇。 总面积124平方公里，总人口325人（2001年），人口密度3人/平方公里。